# Dicranomyia reversalis
Dicranomyia reversalis là một loài ruồi trong họ Limoniidae. Chúng phân bố ở miền Australasia.